# Diego Oliveira
Diego Oliveira (22 de junio de 1990) es un exfutbolista brasileño que jugaba como delantero.
Jugó para clubes como el Paraná, Bahia, Boa Esporte, Ponte Preta, Kashiwa Reysol y FC Tokyo.

## Trayectoria

### Clubes
| Club                    | País          | Año       |
| ----------------------- | ------------- | --------- |
| Paraná Clube            | Brasil        | 2008-2009 |
| Al-Mesaimeer S. C.      | Catar         | 2009-2010 |
| E. C. Noroeste          | Brasil        | 2010-2013 |
| Suwon Samsung Bluewings | Corea del Sur | 2011      |
| E. C. Bahia             | Brasil        | 2012      |
| Grêmio Osasco Audax     | Brasil        | 2013-2014 |
| Boa E. C.               | Brasil        | 2014-2015 |
| C. A. Linense           | Brasil        | 2015      |
| A. A. Ponte Preta       | Brasil        | 2015      |
| Kashiwa Reysol          | Japón         | 2016-2017 |
| F. C. Tokyo             | Japón         | 2018-2024 |

## Palmarés

### Títulos nacionales
| Título         | Club        | País  | Año  |
| -------------- | ----------- | ----- | ---- |
| Copa J. League | F. C. Tokyo | Japón | 2020 |